# Капстекинг

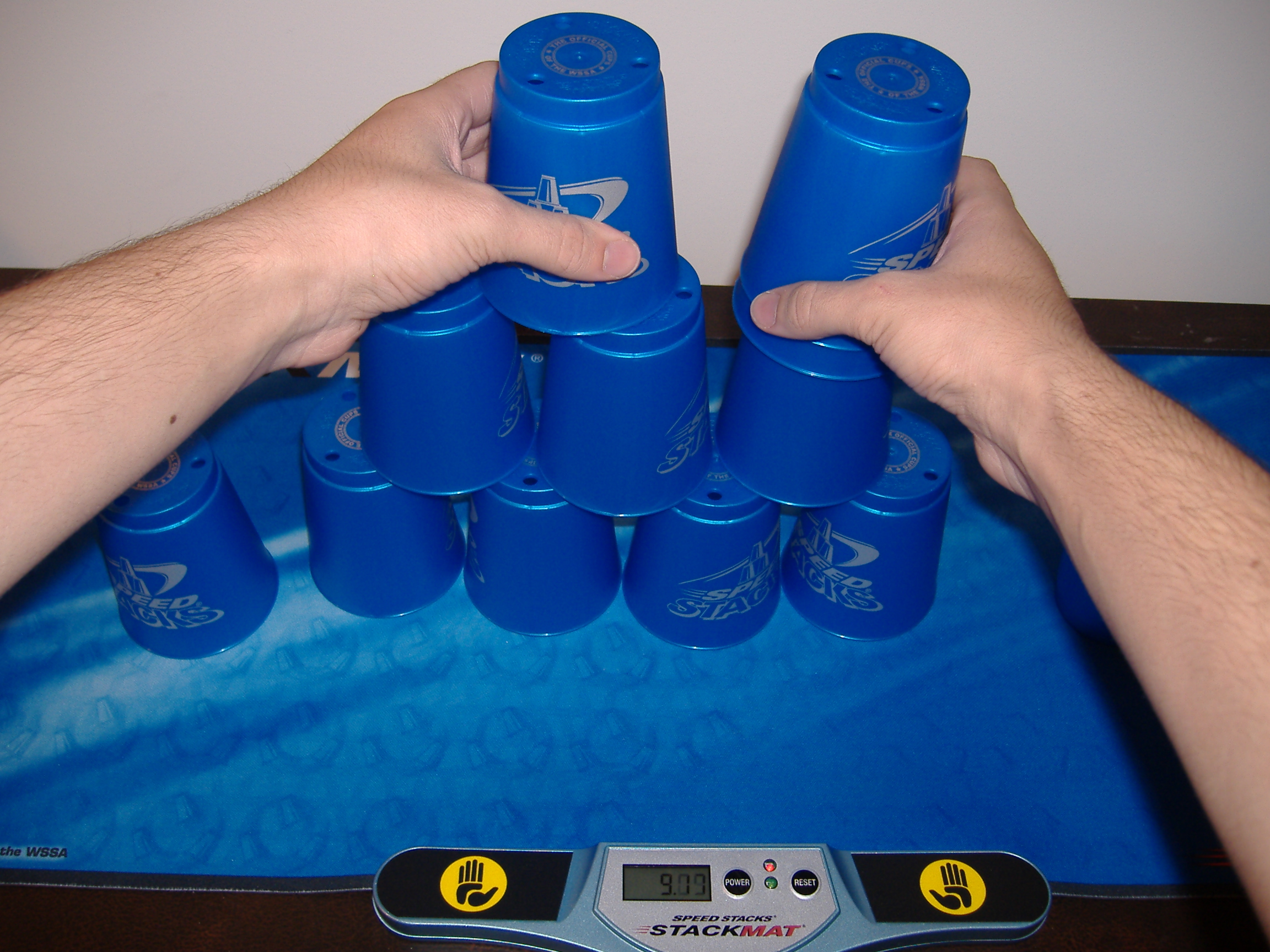

Капсте́кинг (англ. cup stacking, от cup — стакан и stack — стопка, известен также как speed stacking, sport stacking) — скоростная сборка и разборка пирамид из специальных пластиковых стаканчиков.

## История капстекинга
Идея расставлять стаканы пришла учителю физкультуры одной из американских школ Уэйну Годинету в 1981 году. Таким образом он решил разнообразить свои уроки. Интересная игра со стаканами всем понравилась и быстро начала набирать популярность не только в этой школе, но и далеко за ее пределами.
Спустя десятилетие, обычная игра превратилась в настоящий спорт, в котором сотни спидстакеров были готовы соревноваться и побеждать. И так в 1990 году был проведен первый национальный чемпионат, после которого интерес к этому виду спорта начал стремительно расти.
Вскоре интерес к капстекингу охватил весь мир, и в 2001 году была основана Всемирная Ассоциация Капстекинга.

## Инвентарь
Для игры в капстекинг используются специальные наборы из 9 или 12 стаканов со специальными отверстиями в днище, через которые выходит воздух. Благодаря такой форме стаканы легко складываются друг в друга и при этом не застревают, когда их вновь нужно вытаскивать.
Существует несколько комбинаций сборки, и все они выполняются на время. Для оценки участников используют специальные таймеры. Эти таймеры изначально были предназначены именно для капстекинга, а позже начали применяться в спидкубинге.

## Правила
Самая маленькая пирамида строится из 3 стаканчиков, самая большая — из 10. Сочетания разных пирамид складываются в комбинации. Цель — выполнить комбинацию как можно быстрее.
Некоторые из распространённых комбинаций:
- 3-3-3: Выстраиваются три пирамиды из трёх стаканов каждая, затем они разбираются в стопки по три стакана.
- 3-6-3: Выстраиваются три пирамиды из трёх, шести и трёх стаканов соответственно, затем они разбираются в аналогичные стопки.
- Круг: собираются пирамиды 3-6-3, затем 6-6, затем 1-10-1. Разбираются в стопки 3-6-3.

## Польза капстекинга
Во время занятия этим, казалось бы, незамысловатым видом спорта на самом деле развиваются действительно полезные навыки:
- Активизируется кора головного мозга. Несложные упражнения, выполняемые в быстром темпе, активизируют области коры головного мозга, благодаря чему человек сможет без труда справляться с достаточно сложными задачами, например, математическими примерами. С тренировками движения запоминаются и становятся автоматическими, мозг принимает быстрые решения на подсознательном уровне.
- Повышается скорость чтения. Во время быстрых перемещений стаканов, глаза игрока следят за траекторией движения предметов и перемещениями рук во время игры. Естественным образом развивается периферийное зрение, человек быстрее находит информацию в тексте во время чтения, обдумывает её и лучше запоминает.
- Улучшается координация. Тренируясь выполнять комбинации, игрок учится контролировать одновременные движения обеих рук. Переходя от простых упражнений к сложным, можно значительно повысить быстроту реакции и координацию движений.[2]